# Pinar del Río
Pinar del Río là một thành phố ở Cuba. Nó là thủ phủ của tỉnh Pinar del Río. Thành phố này có diện tích 70,7  km² (nội ô) và tổng diện tích là 708  km², dân số năm 2002 là 189.221 (toàn bộ) và 152.200 (nội ô). Thành phố này nằm trong một khu vực trồng thuốc lá và là một trung tâm của ngành công nghiệp thuộc lá. Dân của thành phố này tiếng Tây Ban Nha gọi Là Pinareños. Ở đây có Đại học Pinar del Rio.
Năm 2004, đô thị Pinar del Río có dân số 190.532. With a total area of 708 km² (273,4 mi²), và mật độ dân số 269,1 người/ km².
Các khu lân cận có La Conchita, La Coloma, Briones Montoto và Las Ovas.
Ban đầu thành phố này được người Tây Ban Nha thành lập với tên gọi Nueva Filipina (Tân Philippine), và được đổi tên thành Pinar del Río năm 1774. Nó là một trong những thành phố cuối cùng được người Tây Ban Nha thành lập ở Cuba.